# Dan Wilson (musicista)
Daniel Dodd Wilson, detto Dan (St. Louis Park, 20 maggio 1961), è un cantautore, polistrumentista e produttore discografico statunitense.

## Biografia

### Trip Shakespeare
Nato in Minnesota, ha un fratello di nome Matthew "Matt" Robert Wilson, anch'egli cantante.
Inizia l'attività musicale proprio grazie al fratello, nel 1987, quando diventa membro del gruppo rock Trip Shakespeare. Del gruppo faceva parte anche il bassista John Munson, che poi diventerà insieme a Dan membro dei Semisonic. Nel 1986 il gruppo aveva già pubblicato il primo album, dal titolo Applehead Man, mentre il primo album con Dan in formazione è datato 1989 ed è intitolato Are You Shakespearienced?. Tra il 1990 ed il 1992 vengono pubblicati altri due album, ovvero Across the Universe (1990) e Lulu (1991) per la A&M Records ed un EP, dal titolo Volt (1992).

### Semisonic
Dopo la fine dell'attività del gruppo, nel 1995 viene fondato il gruppo Semisonic, di cui fanno parte Dan Wilson (voce, chitarra e tastiera), John Munson (basso, tastiera, cori, chitarra) e Jacob Slichter (batteria, percussioni, cori, tastiera). La band esordisce nel 1996 con l'album Great Divide. Il secondo album Feeling Strangely Fine esce nel 1998 e contiene una delle canzoni più conosciute scritte da Dan Wilson, ovvero Closing Time, che insieme a Singing in My Sleep e Secret Smile decreta il successo della band. Dopo la pubblicazione di All About Chemistry, avvenuta nel marzo 2001, il gruppo affronta un tour e poi decide di sciogliersi nel mese di agosto.
Dopo 19 anni dalla precedente pubblicazione, nel settembre 2020 i Semisonic pubblicano un EP dal titolo You're Not Alone.

### Solista
Nel 2007 Wilson pubblica il suo primo album solista, ovvero Free Life per American Recordings.
Tra il 2010 ed il 2013 pubblica due album con il fratello a nome Dan and Matt Wilson: si tratta di Dan & Matt Wilson Minneapolis 2010 (2010) e Dan & Matt Wilson Minneapolis 2013 (2013).
Nell'aprile 2014 viene pubblicato il secondo album da solista, dal titolo Love Without Fear.
Nel terzo album Re-Covered, uscito nell'agosto 2017, Wilson interpreta sue canzoni scritte per l'interpretazione di altri artisti, quali Adele, Dixie Chicks, Chris Stapleton e Taylor Swift. Inoltre Wilson pubblica una serie di singoli tra il 2018 ed il 2020.

### Collaborazioni
Wilson è coautore e produttore per altri artisti. Un'importante collaborazione è quella come coautore di sei brani dell'album Taking the Long Way delle Dixie Chicks uscito nel 2006. Forse ancor più importante è la partecipazione alla scrittura di tre brani 21 di Adele, disco uscito nel 2011. I tre brani in questione sono Don't You Remember, One and Only e soprattutto Someone like You, canzone scritta "a quattro mani" con la stessa Adele Adkins che ottiene un grande successo in tutto il mondo. 21 ha vinto il Grammy Award all'album dell'anno, mentre il brano Someone like You ha ricevuto il Grammy Award alla miglior interpretazione pop solista.
Come autore e/o produttore ha collaborato, tra gli altri, anche con Bic Runga, Epic Hero, Rachael Yamagata, The New Standards, Hope Partlow, Mike Doughty, Jason Mraz, Sean Watkins, Absent Star, Brooke Fraser, Aly & AJ, Storyhill, Dixie Chicks, The Gabe Dixon Band, Jeremy Messersmith, Carrie Rodriguez, Ballas Hough Band, KT Tunstall, James Morrison, Parachute, The Bravery, Weezer, Keith Urban, Josh Groban, Nicole Atkins, The Downtown Fiction, Adele, Mike Viola, Gin Wigmore, Dierks Bentley, Paloma Faith, Missy Higgins, Sara Watkins, Pink, Taylor Swift, The Webb Sisters, Colbie Caillat & Gavin Degraw, Natalie Maines, LeAnn Rimes, John Legend, Birdy, My Morning Jacket, Brooke Fraser, Rae Morris, Chris Stapleton, Florence + The Machine, Panic! at the Disco, Foxes, Nada Surf, Rita Wilson, Phantogram, Cold War Kids, Meklit, Brett Dennen, Noah Cyrus, Niall Horan, Chase & Status, Halsey, Leon Bridges, Lukas Graham, Céline Dion, Mike Posner, James Bay, JoJo, Ricky Reed e molti altri.